# L'Homme de la Mancha (sketch)
Pour les articles homonymes, voir L'Homme de la Mancha.

Logo de l'émission.

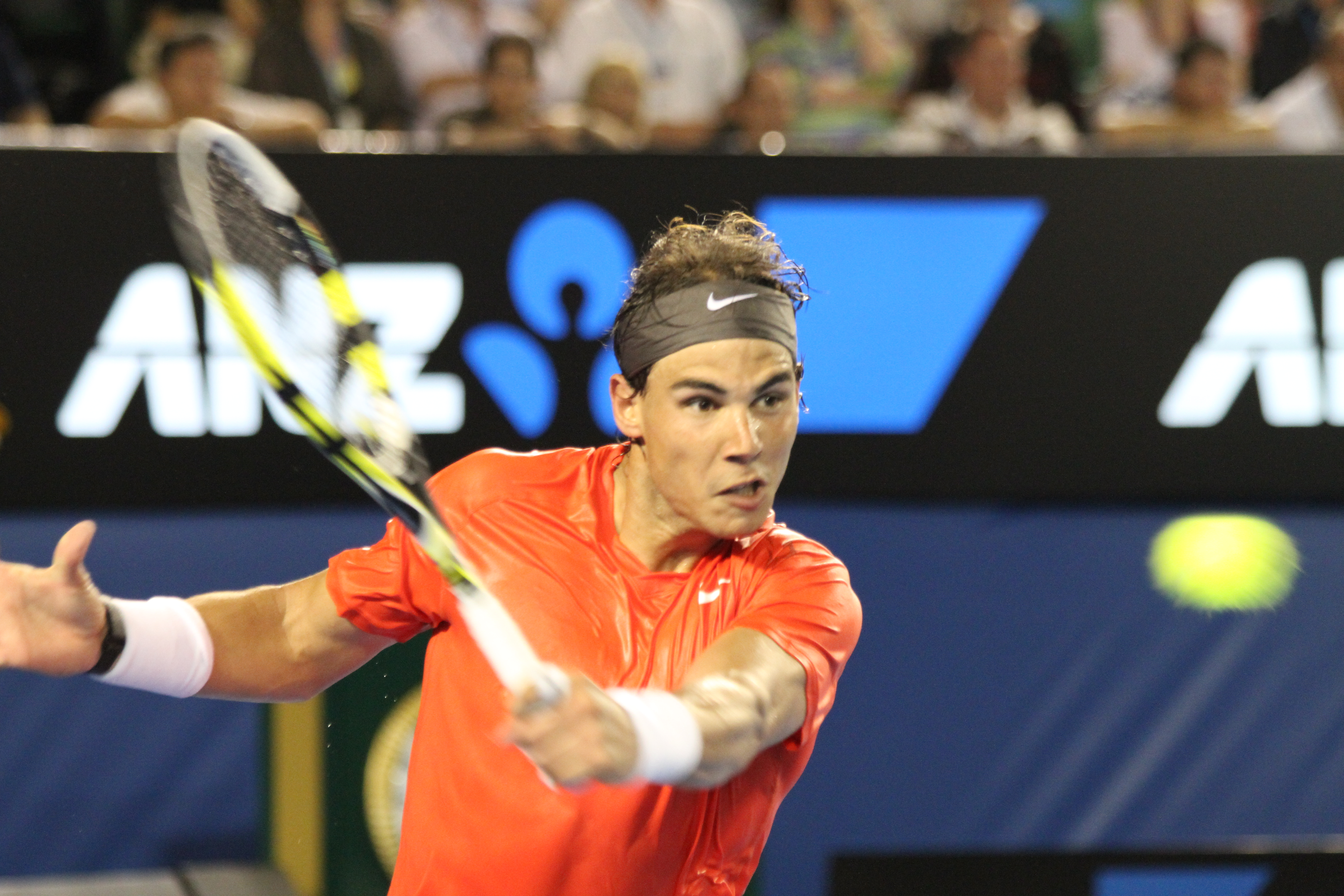
Rafael Nadal en 2011.

L'Homme de la Mancha est le nom donné à un sketch de l'émission satirique Les Guignols de l'info, diffusé le 6 février 2012 sur Canal+.
Faisant allusion au dopage dans le sport, il met en scène le joueur espagnol de tennis Rafael Nadal,.

## Contexte
Depuis le milieu des années 2000, le sport espagnol domine un nombre important de compétitions majeures, avec notamment la victoire d'une dizaine de tournois du Grand Chelem de tennis avec Rafael Nadal, les victoires en football du championnat d'Europe 2008 et la coupe du monde 2010 avec son équipe nationale ou encore le gain de quatre éditions du Tour de France de cyclisme de 2006 à 2010, avec trois coureurs différents.
Au printemps 2006, un scandale de dopage éclate dans le monde cyclisme avec l'affaire Puerto. L'équipe espagnole de la Kelme est dissoute deux mois plus tard car son directeur sportif y est impliqué. D'autres sports comme le football et le tennis seraient également concernés par cette affaire.
En novembre 2011, l'ancien joueur français de tennis Yannick Noah se demande dans une chronique pour le journal Le Monde, « comment une nation peut-elle du jour au lendemain dominer le sport à ce point ? ». Il évoque que le sport espagnol « c'est un peu comme Astérix aux Jeux olympiques : si tu n'as pas la potion magique, c'est difficile de gagner ». Cette sortie médiatique lui vaut de nombreuses critiques de la part de sportifs et représentants espagnols, ainsi que du ministre français des sports, David Douillet.
Le 6 février 2012 — jour de la diffusion du sketch — le cycliste espagnol Alberto Contador est alors suspendu pour deux ans par le tribunal arbitral du sport, après un contrôle positif au clenbuterol en juillet 2010. Il est également déchu de ses victoires dans une douzaine de compétitions, dont le tour de France 2010 et le tour d'Italie 2011.

## Résumé du sketch
Rafael Nadal arrive dans une station service pour effectuer le plein d'essence de sa voiture, un 4x4. Il se dirige d'abord vers la boutique de la station pour y acheter une bouteille d'eau. Après l'avoir bue d'une traite, il urine directement dans le réservoir de sa voiture. À pleine vitesse, celle-ci atteint alors la vitesse d'un bolide de course puisque le conducteur se fait flasher à 280 km/h par la gendarmerie. Le sketch se conclut avec la phrase (prononcée en voix off) : « Les sportifs espagnols, ils ne gagnent pas par hasard » en référence au slogan de l'entreprise Total, « Vous ne viendrez plus chez nous par hasard ».

## Réactions
Sa diffusion a suscité de nombreuses réactions :
- Rafael Nadal explique que « ce n'est pas une campagne contre moi, ni contre personne. C'est une campagne contre l'Espagne en général et contre le sport espagnol »[7] ;
- José Manuel García-Margallo, le ministre espagnol des affaires étrangères, dénonce des sketchs « d'un mauvais goût incroyable » qui « n'ont aucun rapport avec la réalité »[7] ;
- Soraya Sáenz de Santamaría, en tant que porte parole du gouvernement espagnol, annonce avoir adressé une lettre au directeur de Canal+ pour signifier « notre mécontentement » en ajoutant « nous allons défendre l'authenticité des victoires de nos sportifs »[8] ;
- Bruno Delaye, l'ambassadeur de France en Espagne affirme dans le journal sportif As, que « les attaques des Guignols sont d’un goût douteux mais il ne faut pas confondre une vidéo avec l’opinion générale du public français »[9] ;
- la Fédération espagnole de tennis annonce son intention d'attaquer en justice Canal+, pour « la diffusion d'une vidéo dans laquelle, outre les insinuations inacceptables et dommageables, les logos et acronymes des fédérations ont été utilisés »[10] ;
- Sergio Ramos, footballeur du Real Madrid, juge que « c’est un manque de respect de très mauvais goût pour le sport espagnol. Et d’ailleurs, ce n'est même pas drôle »[11] ;
- la chaîne Canal+ dénonce des « réactions disproportionnées » et rappelle que Les Guignols est « une émission satirique qui depuis 20 ans caricature l'actualité française et internationale »[7] ;
- Lionel Dutemple, l'un des auteurs des Guignols, affirme arriver à comprendre ces réactions mais précise que « c'est juste de l'humour, de la caricature ». Il ajoute « en Espagne, il y a une crise sans précédent, les mecs passent leurs temps à parler sport car le seul truc dont ils sont vraiment fiers, c'est le sport. Ils ont peur que ça s'écroule »[12] ;
- le 16 février, Alain Afflelou a annoncé avoir reporté une campagne de publicité prévue sur Canal+ en raison de protestations de ses clients espagnols. La marque compte environ 270 franchises en Espagne[13]. En réaction, le soir même, Les Guignols font une critique de l'industriel. Reprenant le slogan de la marque la seconde lunette pour un euro de plus, ils l'accusent de dumping social avec la Chine en le montrant payer un chinois pour un euro.

## Surenchère desGuignols
Le surlendemain de sa diffusion, après les premières protestations, Les Guignols poursuivent sur le même ton en parodiant des sportifs espagnols en train de signer une pétition avec une seringue pour soutenir Alberto Contador dans sa suspension pour dopage. Ensuite, PPD annonce que les Espagnols ont découvert une sœur jumelle de La Joconde à Madrid, Les Guignols la représentent avec des biceps brachiaux sur-dimensionnés. Enfin, une parodie de la chanson Eviva España voit le jour avec Rafael Nadal, Alberto Contador, le footballeur Iker Casillas et le basketteur Pau Gasol faisant des références à des prises d'EPO ou des transfusions sanguines.